# 羅布利·威廉姆斯
羅布利·庫克·威廉姆斯（Robley Cook Williams，1908年10月13日 - 1995年1月3日）是一位美國早期生物學家及病毒學家，是生物物理理事會首任主席。

## 生平
威廉姆斯以運動員身份考入康奈爾大學，1931年得到理學士學位，1935年得物理學博士學位。並被選入康奈爾大學的Quill and Dagger協會。後進入密歇根大學做天文學助理教授，1945年成為物理學副教授。後來因為對病毒的興趣日益濃厚，而在1950年離開密歇根受溫德爾·斯坦利之邀進入加州大學伯克利分校，在新成立的病毒系擔任教授一職。

## 研究成果
羅布利·威廉姆斯與海因茨·弗蘭克爾-卡納特一起發現將分離純化的煙草花葉病毒RNA和衣殼蛋白混合在一起後，可以重新組裝成具有感染性的病毒。同年被選入美國國家科學院。威廉姆斯是最早使用電子顯微鏡的科學家之一，他與拉斐爾·沃爾特·格雷斯通·威科夫一起發明了利用“金屬屏蔽”來造成顯微鏡下的立體細菌圖像的技術。他在生物物理學的一些領域也作出了貢獻，例如冰凍蝕刻等。

## 榮譽
- 1939年，富蘭克林學會頒給威廉姆斯Edward Longstreth獎。[4]